# Abrigada
Abrigada ist ein Ort und eine ehemalige Gemeinde (Freguesia) im portugiesischen Kreis Alenquer. In der Gemeinde lebten 3313 Einwohner (Stand 30. Juni 2011).

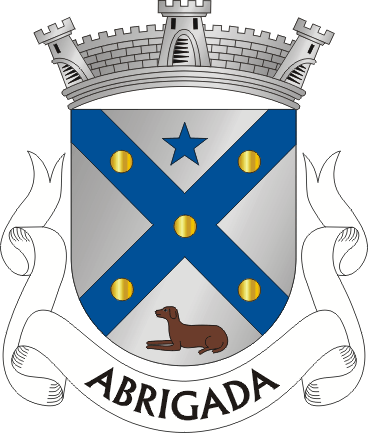
Das Wappen der ehemaligen Gemeinde

Am 29. September 2013 wurden die Freguesias Abrigada und Cabanas de Torres zur neuen Freguesia União das Freguesias de Abrigada e Cabanas de Torres zusammengefasst. Abrigada ist Sitz dieser neu gebildeten Freguesia.